# Ulcerate
Ulcerate es una banda de death metal y avant-garde formada en Nueva Zelanda por el guitarrista Michael Hoggard y el baterista Jamie Saint Merat en 2000. La banda ha lanzado siete álbumes de estudio hasta la fecha. Su último trabajo tiene por nombre Cutting the Throat of God, publicado el 14 de junio de 2024 vía Debemur Morti Productions. La banda ha aparecido en numerosos artículos como uno de los actos de metal extremo más destacados de Nueva Zelanda, ha realizado giras por América del Norte y Europa y ha sido comparada favorablemente con bandas como Neurosis y Gorguts. El sonido de la banda ha sido descrito como "nauseabundo, desorientador y alegremente desarmónico", y se caracteriza por un death metal extremadamente experimental con un uso extenso de disonancia, cambios en el compás y estructuras de canciones complejas.

## Historia

### Primeros días (2000-2005)
La membresía principal de Ulcerate, incluyendo Jamie Saint Merat, Michael Hoggard y Mark Seeney, formado en 2000 bajo el nombre "Blood wreath". A principios de 2002, el guitarrista Jared Commerer y el vocalista James Wallace fueron añadidos al alineamiento mientras Seeney partió. La banda comenzó a escribir material para su grabación debut, Demo 2003, y cambió su nombre a Ulcerate antes de su lanzamiento. En 2004, la banda lanzó su segunda demo, La Venida del Genocidio. Ambas demostraciones fueron posteriormente compiladas y liberadas por The Flood Records y Deepsend Records bajo el título La venida del genocidio.

### De fractura yfracaso ytodo es fuego(2006–2009)
A principios de 2006, Ulcerate firmó con Neurotic Records. Vocalist James Wallace abandonaron la banda en 2006 mientras la banda se preparaba para grabar su primer álbum, Of Fracture and Failure. Ben Read fue reclutado para llenar la posición vocal vacante. En contraste con los crecimientos inclinados de Wallace, Read se basó en gritos de mala calidad, que recuerdan a las voces más duras. Jared Commerer también abandonó la banda y fue reemplazado por el guitarrista Michael Rothwell. De fractura y fracaso fue registrado y mezclado por Jamie Saint Merat y Michael Hoggard. Fue dominado por Alan Douches en West West Side Studios, Nueva York, EE. UU. La obra de arte del álbum fue creada por Jamie Saint Merat.
En 2008, Read y Rothwell partieron de la banda, con Oliver Goater reclutado como nuevo guitarrista de Ulcerate y bajista Paul Kelland asumiendo obligaciones vocales. El enfoque de Kelland devolvió la banda a un estilo vocal inclinado. Ulcerate comenzó a escribir y grabar su segundo álbum, Everything Is Fire (Todo es fuego). El álbum fue reconocido por los críticos por su enfoque único del Death Metal, con Phil Freeman de Allmusic elogiando Todo Es Fuego por incorporar la "complejidad percusiva de Isis", "armazón intrincado de guitarra jagged, art-metal", y el uso de la repetición que estaba más cerca de Shellac que Suffocación.

### Los Destructores de TodosyVermis(2010–2014)
En abril de 2010, Ulcerate anunció que estaba escribiendo canciones para un nuevo álbum. Oliver Goater partió con Ulcerate a finales de 2010, y fue reemplazado por William Cleverdon. La banda lanzó su tercer álbum, Los Destructores de Todos, el 25 de enero de 2011, a través de Willowtip Records. El álbum fue lanzado solo "como el núcleo 3 miembros de la escritura," y no apareció Oliver Goater que abandonó la banda antes de la grabación del álbum.
La banda recorrió Europa en apoyo del álbum en febrero de 2012. La banda funcionó en muchos países, incluyendo Francia, el Reino Unido, Alemania, Italia y Eslovaquia. La banda también recorrió Norteamérica por primera vez en apoyo del álbum en mayo de 2012, incluyendo una actuación en Maryland Deathfest.
En 2012, Ulcerate firmó con Relapse Records y anunció planes para grabar un nuevo álbum. El álbum fue grabado durante marzo y abril de 2013 en MCA Studios en Auckland. En julio, la banda reveló el nuevo álbum, titulado Vermis, sería lanzado el 13 de septiembre de 2013. El álbum recibió comentarios positivos al lanzamiento de Pitchfork, Exclaim!, y otros.
La banda recorrió Norteamérica en apoyo del álbum en mayo de 2014 con el apoyo de Inter Arma. Esto incluyó un espectáculo en el famoso bar de rock Saint Vitus en Nueva York. Posteriormente realizaron una extensa gira por Europa (de nuevo en apoyo de Vermis) entre noviembre y diciembre de 2014. Fueron apoyados por Wormed, Solace de Requiem y Gigan.

### Santuarios de Parálisis (2015–presente)
La banda recorrió Australia y Nueva Zelanda en varias fechas de abril a junio de 2015. En octubre de 2015 Ulcerate encabezó una gira por todo el Reino Unido, apoyada por Bell Witch y Ageless Oblivion.
El 12 de marzo de 2016 la banda anunció que estaban a un mes de entrar al estudio para grabar su quinto álbum, con la banda publicando actualizaciones de progreso en su página de Facebook. El 27 de junio la banda anunció oficialmente el título, la obra de arte del álbum y la lista de seguimiento de su quinto álbum: El álbum se titula Santuarios de Parálisis y será lanzado a través de Relapse Records en otoño de 2016. También anunciaron que estarían recorriendo Norteamérica con el Zhrine de Islandia y el Fobocosm de Canadá en apoyo de su nuevo álbum en noviembre de 2016. El álbum fue lanzado oficialmente el 28 de octubre de 2016.
En marzo de 2017 la banda realizó en el festival de dos días 'Direct Underground Fest' en Sídney y Melbourne, junto a Gorguts, Marduk, Mgła y Départe.

## Estilo musical e influencias
Ulcerate realiza una variedad altamente experimental y atmosférica de Death Metal. Su música es extremadamente densa, compleja en composición, técnicamente exigente, y hace uso frecuente de cambios impredecibles de tempo. El baterista de la banda Jamie Saint Merat es considerado un aspecto extremadamente importante del sonido de Ulcerate debido a su habilidad y papel en la composición, grabación, producción y mezcla de su música, así como la creación de la obra de arte. El guitarrista Michael Hoggard destaca por su amplio uso de los efectos de disonancia y guitarra, y lo que se ha descrito como "una mezcla frenética de acordes exóticos y progresiones poco ortodoxas". Su estilo se ha comparado con bandas como Gorguts, Neurosis, Deathspell Omega, Immolation y Portal.

## Miembros de la banda

### Miembros actuales
- Paul Kelland − voces (2008–presente), guitarra bajo (2005–presente)
- Michael Hoggard − guitarras (2000–presente)
- Jamie Saint Merat − drums (2000–presente)

### Antiguos miembros
- William Cleverdon - guitarras (2010-2012)
- Jared Commerer - guitarras, bajo (2002-2003)
- Oliver Goater - guitarras (en vivo, 2009-2010)
- Phil Kusabs - bass (2003-2005)
- Ben Read - vocals (2006-2008)
- Michael Rothwell - guitarras (2003-2008)
- Mark Seeney - vocals (2000-2002)
- Phil Smathers - bass (2002)
- James Wallace - voces (2002-2006)
- Reuben - bass (2003)

## Discografía

### Álbumes de estudio
- Of Fracture and Failure (2007)
- Everything is Fire (2009)
- The Destroyers of All (2011)
- Vermis (2013)
- Shrines Of Paralysis (2016)
- Stare Into Death And Be Still (2020)
- Cutting the Throat of God (2024)

### Obras extendidas
- Ulcerate (2003)
- The Coming of Genocide (2004)

### Álbumes de compilación
- The Coming of Genocide (2006)